# Hans Ort
Hans Ort († 6. April 2000) war ein deutscher Kommunalpolitiker (CSU).
Ort löste bei der Kommunalwahl 1970 den SPD-Politiker Hans Maier im Amt des Ersten Bürgermeisters der mittelfränkischen Stadt Herzogenaurach ab. Er blieb 20 Jahre im Amt. Zur Bürgermeisterwahl 1990 trat er nicht mehr an.
Er war seit 1953 Mitglied der katholischen Studentenverbindung K.D.St.V. Gothia Erlangen.

## Ehrungen
- 1997: Verdienstkreuz am Bande der Bundesrepublik Deutschland
- 24. Februar 2000: Ehrenbürger der Stadt Herzogenaurach[1]
- 2010: Benennung des Hans-Ort-Rings in Herzogenaurach